# Felipe Almeida Félix
Felipe Almeida Félix vagy röviden Felipe Félix  (1985. április 20.– ) brazil labdarúgó. Posztját tekintve csatár.

## Pályafutása
Brazil csapatokban nevelkedett, de profi karrierjét már portugál csapatoknál kezdte.
2008-ban országot váltott és az orosz Szpartak-Nalcsik csapatába igazolt, ahol 19 bajnoki mérkőzésen gólképtelen maradt.
2009 júliusában kölcsön az azerbajdzsáni Baku csapatába került. Felix három gólt szerzett a Bajnokok Ligája selejtezők mérkőzésein és egy gólt az Európa Liga mérkőzésen. 2010-ben kölcsönben a Rio Branco-SP csapatnál volt.
2010 augusztusában egyéves szerződést kötött a portugál Leixões SC csapatával.
2011 nyarán a magyar FTC csapatába került, ahol az első mérkőzését az Európa Liga selejtezőjén az örmény Ulisz csapata ellen játszotta.

## Fordítás
Ez a szócikk részben vagy egészben  a(z)   Алмейда Феликс, Фелипе című orosz Wikipédia-szócikk fordításán alapul.  Az eredeti cikk szerkesztőit annak laptörténete sorolja fel. Ez a jelzés csupán a megfogalmazás eredetét és a szerzői jogokat jelzi, nem szolgál a cikkben szereplő információk forrásmegjelöléseként.